# PlayMemories Studio
PlayMemories Studio war eine Foto- und Videosharing-App, die in der europäischen Version im PlayStation Store am 28. März 2012 veröffentlicht wurde. Es war eine Anwendungssoftware für die PlayStation 3, die es erlaubt Foto und Video zu bearbeiten oder diese in einer Diashow anzusehen.
Nutzer, die die Anwendungssoftware herunterladen wollten, mussten zunächst die Testversion herunterladen. Diese konnte bis zu einem Monat kostenlos genutzt werden und ist danach unbrauchbar, bis der Nutzer einen Freischaltcode heruntergeladen hatte, der für PlayStation Plus Nutzer verfügbar war, oder gegen eine Gebühr erworben hatten.
PlayMemories Studio wurde zugunsten PlayMemories Online eingestellt. PlayMemories Studio wird bis zum 30. November 2015 supportet.
PlayMemories Online startete für die PlayStation 4 im Oktober 2014.